# 里布
里布（法語：Ribes，法語發音：[ʁib]）是法国阿尔代什省的一个市镇，属于拉让蒂耶尔区。

## 地理
里布（44°29'43"N, 4°12'26"E）面积7.17 平方千米，位于法国奥弗涅-罗讷-阿尔卑斯大区阿尔代什省，该省份为法国东南部内陆省份，北起顺时针与卢瓦尔省、伊泽尔省、德龙省、沃克吕兹省、加尔省、洛泽尔省和上盧瓦爾省接壤。
与里布接壤的市镇（或旧市镇、城区）包括：博蒙、茹瓦约斯、拉布拉谢尔、圣安德烈拉尚、萨尼亚克、韦尔农。

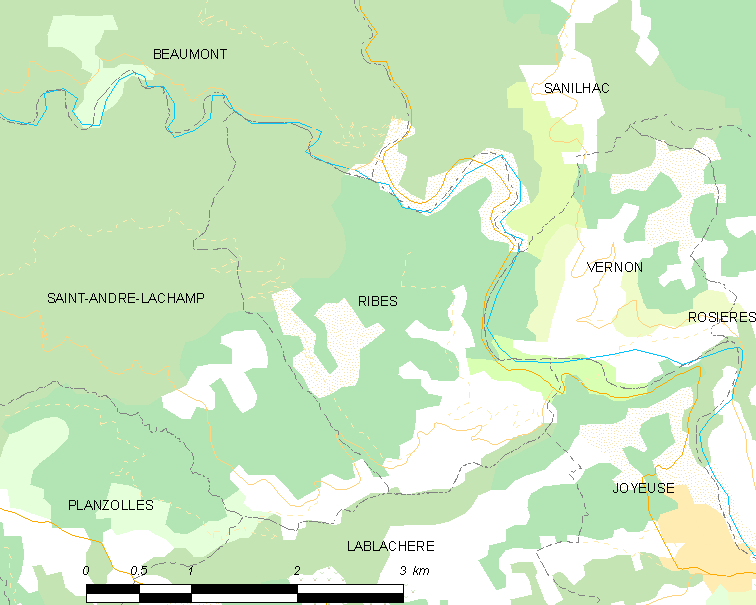
里布的OSM定位图

里布的时区为UTC+01:00、UTC+02:00（夏令时）。

## 行政
里布的邮政编码为07260，INSEE市镇编码为07189。

## 政治
里布所属的省级选区为阿尔代什塞文县。

## 人口

1962-2008年间里布人口变化图示

里布于2022年1月1日时的人口数量为328人。